# IC 1283
IC 1283 је емисиона маглина у сазвјежђу Стријелац која се налази на листи објеката дубоког неба у Индекс каталогу.
Деклинација објекта је - 19° 45' 44" а ректасцензија 18h 17m 16,7s.